# 27120 Isabelhawkins
27120 Isabelhawkins è un asteroide della fascia principale. Scoperto nel 1998, presenta un'orbita caratterizzata da un semiasse maggiore pari a 2,4151084 UA e da un'eccentricità di 0,1791657, inclinata di 2,27052° rispetto all'eclittica.